# Terc-butoxid měďný
Terc-butoxid měďný je měďný alkoxid. Jedná se o bílou sublimovatelnou pevnou látku, používanou na přípravu dalších organických sloučenin mědi.
Dá se připravit podvojnou záměnou z terc-butoxidu lithného a chloridu měďného.
Oktamer je možné získat alkoholýzou mesitylmědi:
8 CuC6H2Me3 + 8 HOBu-t → 8 HC6H2Me3 + [CuOBu-t]8